# Stig-Åke Nilsson
Stig-Åke Nilsson, född 6 oktober 1954 i Stockholm, är en svensk regissör.
Stig-Åke Nilsson har en fil. kand. i idé- och lärdomshistoria, filmvetenskap och statistik.
Han arbetar främst som reklamfilmsregissör och har gjort reklamfilmer för Freja/Marabou, Ansvar, AB Felix, Ikea, Ica, Corn flakes, Toyota, Chevrolet. Förutom reklamfilm har han bl.a. regisserat "Band söker basist" ochSpelplats Cuba, en musikdokumentär som visades på Sveriges Television i augusti 2006.
Nilsson var nominerad till priset guldfisken i Norge 2006. Hans tidigare filmer har fått priser i Frankrike, Libanon, USA och Danmark.
Tillsammans med Roy Andersson och Kalle Boman har Stig-Åke Nilsson gjort utställningen Sverige och förintelsen
för Forum för levande historia. Han driver Coldsonfilm AB.